# Polypragmasie
Die Polypragmasie (griechisch πολυπραγμασία, altgriechisch ausgesprochen polypragmasía, „Vielgeschäftigkeit“; nachgebildet dem griechischen Wort Polypragmosyne) bezeichnet in der Medizin die sinn- und konzeptlose Diagnostik und Behandlung mit zahlreichen Arznei- und Heilmitteln sowie anderen therapeutischen Maßnahmen. Dadurch steigt die Wahrscheinlichkeit für das Finden bedeutungsloser bzw. wenig bedeutsamer Zufallsbefunde, sowie von Wechsel- und Nebenwirkungen.
Nach Angaben der Weltgesundheitsorganisation steigt das Risiko für Wechsel- und Nebenwirkungen ab etwa sechs unterschiedlichen Medikamenten pro Patient exponentiell an. Dies findet besonders häufig bei älteren Menschen statt.